# 송가황조
《송가황조》(宋家皇朝: The Soong Sisters)는 홍콩에서 제작된 장완정 감독의 1997년 드라마 영화이다. 1911년 1949년 사이 쑹 자매의 생애를 바탕으로 하고 있다. 양자경 등이 주연으로 출연하였고 추문회 등이 제작에 참여하였다.

## 출연

### 주연
- 양자경 : 쑹아이링 역
- 장만옥 : 쑹칭링 역
- 우쥔메이 : 쑹메이링 역

### 조연
- 조문선 : 쑨원 역
- 강문 : 쑹자수 역
- 오흥국 : 장제스 역
- 금연령 : 마담 쑹 역

## 기타
- 의상: 와다 에미

## 수상
1997년 금마장
- Best Art Direction (Eddie Ma)
- Best Original Score (Kitarō and Randy Miller)
- Best Sound Effects (Zeng Jingxiang)